# Texas Theatre

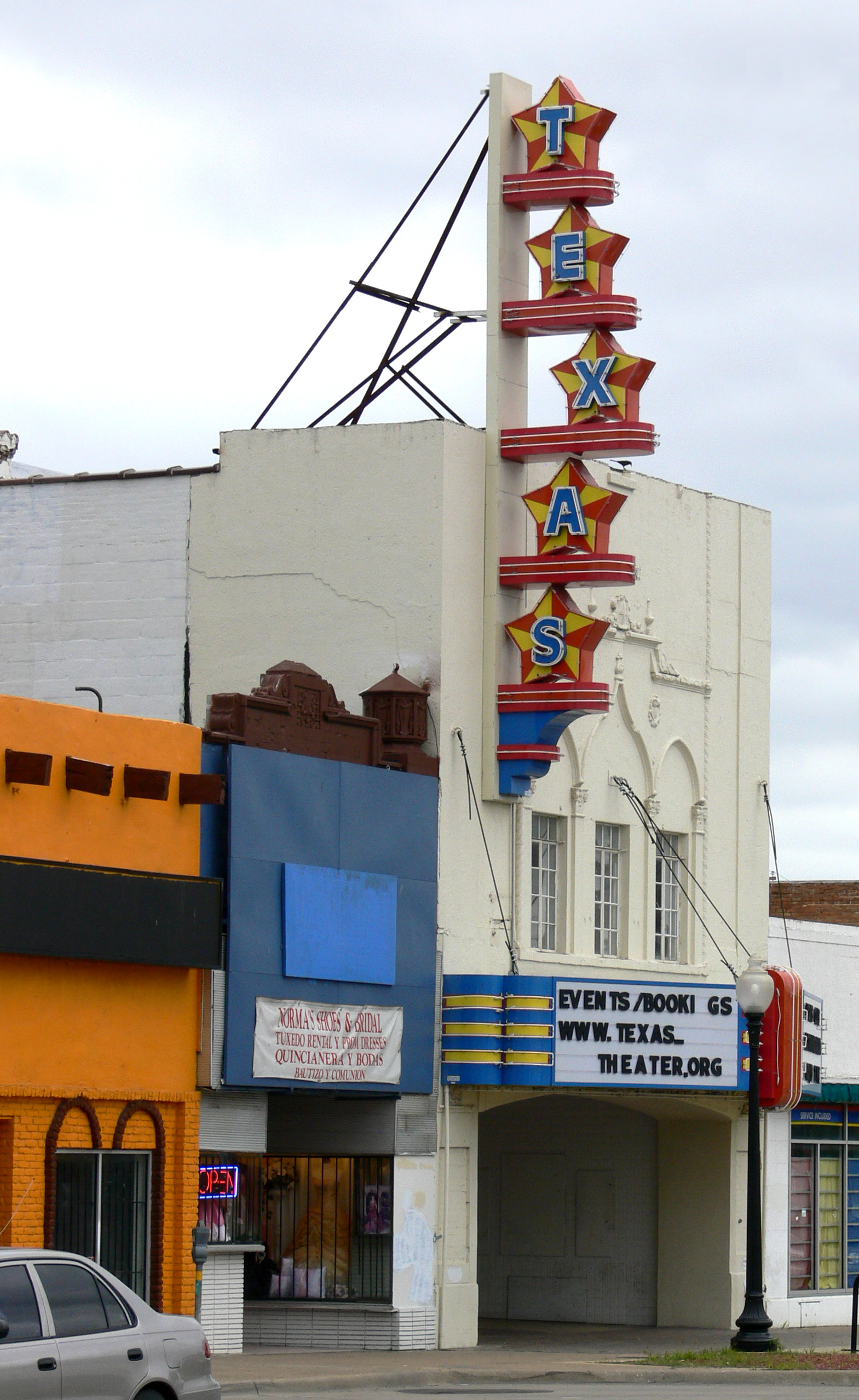
Das Texas Theatre in Oak Cliff, Dallas

Das Texas Theatre ist ein Theatergebäude in Oak Cliff, einem Stadtteil von Dallas (Texas).
Das Theater wurde durch den Werkzeughersteller und Filmproduzenten Howard Hughes als Teil seiner Theaterkette errichtet. Am Tag seiner Eröffnung am 21. April 1931 galt es als das größte Vorstadttheater von Dallas und wegen seiner Projektionstechnik und Soundausstattung als eines der modernsten.
Teil der Zeitgeschichte wurde es am 22. November 1963, als hier Lee Harvey Oswald wegen der ihm zugeschriebenen Ermordung des US-amerikanischen Präsidenten John F. Kennedy und des Polizeibeamten J. D. Tippit festgenommen wurde.
Nach der zwischenzeitlichen Schließung des Hauses im Jahr 1989 wurde die Frontfassade 1991 von Filmregisseur Oliver Stone für seinen Film JFK – Tatort Dallas renoviert. Endgültig geschlossen wurde es 1995 nach einem Feuer, das die Filmleinwand und einen Teil des Daches zerstörte. Schließlich wurde das Texas Theatre 2003 im Rahmen eines breit angelegten innerstädtischen Erneuerungsplans restauriert. Im gleichen Jahr wurde es am 1. April in das National Register of Historic Places aufgenommen.
Heute dient das Theater neben seiner Funktion als Kino und Showbühne auch als Gemeinschaftsort für den Stadtteil.